# Danh sách loài hoa hồng
Có sự khác biệt về số lượng các loại hoa hồng. Có nhiều loài chỉ được coi là sự biến thể của một loại hoa hồng, một số loài khác có những đặc điểm rất khác và được xếp vào các loài khác nhau. Các nhà thực vật học xếp hoa hồng thành từ 100 đến 160 loài, tuy nhiên số lượng này có thể không chính xác và ít hơn thực tế.

## Các phân chi

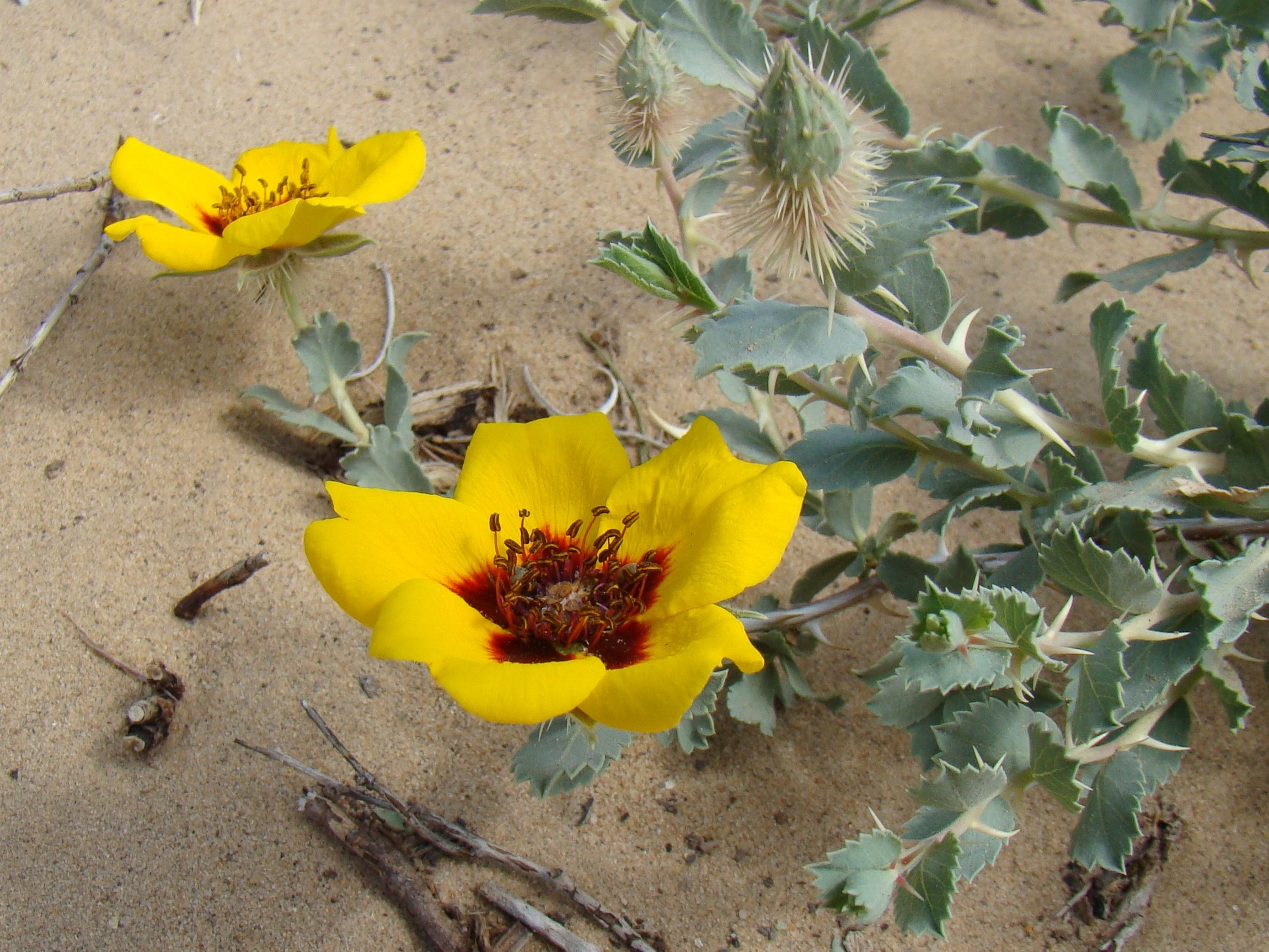
Rosa persica

Chi Rosa được chia thành 4 phân chi:
- Hulthemia (formerly Simplicifoliae, nghĩa là "có lá đơn") gồm 1 hay 2 loài sống ở Tây Nam Á, R. persica và R. berberifolia (đồng nghĩa R. persica var. berberifolia) là loài hồng duy nhất không có lá kép.
- Hesperrhodos (từ Hy Lạp hay "western rose") gồm 2 loài, cả hai có ở Tây Nam Nam Mỹ. Tên khoa học là R. minutifolia và R. stellata.
- Platyrhodon (từ Hy Lạp hay "flaky rose", referring to flaky bark) gồm 1 loài sống ở Đông Á, R. roxburghii.
- Rosa (tên của phân chi) gồm các loại hồng còn lại. Phân chi này được chia thành 11 phần.
  - Banksianae - Hoa hồng trắng vàng từ Trung Hoa
  - Bracteatae - Gồm có 3 loài, 2 trong số đó đến từ Trung Hoa loài còn lại đến từ Ấn Độ
  - Caninae - Loài hoa hồng có màu hồng và trắng sống ở châu Á, châu Âu và Nam Phi
  - Carolinae - Loài hoa hồng có màu trắng, hồng, và hồng phấn, tất cả sống ở Nam Mỹ
  - Chinensis - Hoa hồng có màu trắng, hồng, vàng, đỏ và màu hòa trộn từ Trung Hoa và Myanmar
  - Gallicanae - Loài hoa hồng có màu từ hồng đến hoa cà và có sọc ở Tây Á và Âu
  - Gymnocarpae - Gồm 1 nhóm nhỏ sống ở Tây Nam Mỹ (R. gymnocarpa), và ở Đông Á
  - Laevigatae - Loài hoa hồng trắng từ Trung Hoa
  - Pimpinellifoliae - Hoa hồng có màu trắng, hồng, vàng chanh, hoa cà và sọc sống ở Châu Á và châu Âu.
  - Rosa (đồng nghĩa sect. Cinnamomeae) - Hoa hồng có màu trắng, hồng, hoa cà, màu dâu tầm và đỏ tươi sống ở nhiều nơi trừ Nam Phi
  - Synstylae - Hoa hồng có màu từ sắc trắng, hồng, đến đỏ thắm sống ở nhiều vùng.

## Các loài
- Rosa acicularis - Arctic Rose, Prickly Rose (Rosa)
- Rosa × alba: Hoa hồng trắng (possibly R. canina × R. gallica)
- Rosa alpina xem Rosa pendulina
- Rosa anemoniflora
- Rosa arkansana (đồng nghĩa R. pratincola, R. suffulta) - Wild Prairie Rose, Arkansas Rose (Rosa)
- Rosa arvensis - Field Rose, Trailing Rose (Synstylae)
- Rosa azerbaidshanica
- Rosa banksiae (Banksianae)
- Rosa beauvaisii: hồng Beauvais
- Rosa beggeriana - (Gymnocarpae)
- R. berberifolia - đồng nghĩa R. persica var. berberifolia
- Rosa blvàa
- Rosa bracteata - Chicksaw Rose, Macartney Rose (Bracteatae)
- Rosa bridgesii
- Rosa brunonii - Himalayan Musk Rose, Brown's Musk Rose (Synstylae)
- Rosa californica - Hồng dại California (Rosa)
- Rosa canina - Tầm xuân (Caninae)
- Rosa carolina - Carolina Rose, Pasture Rose (Carolinae)
- Rosa centifolia cristata - Crested Moss
- Rosa × centifolia (complex hybrid possibly containing R. rubra, R. phoenicia, R. moschata, R. canina)
- Rosa chinensis var. spontanea - Nguyệt quý hoa (Chinensis)
- Rosa cinnamomea xem R. majalis
- Rosa clinophylla (R. involucrata) (Bracteatae)
- Rosa × coryana (R. macrophylla x R. roxburghii)
- Rosa corymbifera (Caninae)
- Rosa cuspidata xem Rosa tomentosa
- Rosa cymosa (Banksianae): Hồng roi, tầm xuân
- Rosa × damascena ((R. moschata × R. gallica) × R. fedtschenkoana)
- Rosa davidii - Father David's Rose (Rosa)
- Rosa dumalis - Glaucous Dog Rose
- Rosa dumetorum
- Rosa ecae (đồng nghĩa R. xanthina var. ecae) (Pimpinellifoliae)
- Rosa eglanteria xem Rosa rubiginosa và Rosa foetida
- Rosa elegantula - Threepenny Bit Rose (Rosa)
- Rosa fedtschenkoana (Rosa)
- Rosa filipes
- Rosa floribunda xem R. micrantha
- Rosa foetida (đồng nghĩa R. lutea) - Austrian Briar (Pimpinellifoliae)
- Rosa foliolosa
- Rosa forrestiana
- Rosa gallica - Hồng Pháp (Gallicanae)
- Rosa gentiliana (đồng nghĩa R. polyantha grvàiflora)
- Rosa gigantea (đồng nghĩa R. × odorata gigantea) (Chinensis)
- Rosa giraldii
- Rosa glvàulosa xem Rosa maximowicziana
- Rosa glauca (đồng nghĩa R. rubrifolia) - Hồng lá đỏ
- Rosa gymnocarpa (Gymnocarpae)
- Rosa helenae (Synstylae)
- Rosa hemisphaerica (đồng nghĩa R. sulphurea) - Sulphur Rose (Pimpinellifoliae)
- Rosa henryi
- Rosa holodonta (đồng nghĩa R. moyesii rosea)
- Rosa hugonis - Father Hugo's Rose, Golden Rose of China
- Rosa involucrata xem Rosa clinophylla
- Rosa × kochiana
- Rosa kokanica (Pimpinellifoliae)
- Rosa kordesii
- Rosa laevigata (đồng nghĩa R. sinica) - Kim anh, hồng Camellia, Mardan Rose (Laevigatae)
- Rosa laxa (đồng nghĩa R. gebleriana) (Rosa)
- Rosa longicuspis: Hồng mũi dài
- Rosa luciae xem Rosa wichuraiana
- Rosa lucida xem Rosa virginiana
- Rosa lutea xem Rosa foetida
- Rosa × macrantha
- Rosa macrophylla (Rosa)
- Rosa majalis (đồng nghĩa R. cinnamomea) - Cinnamon Rose (Rosa)
- Rosa maximowicziana (đồng nghĩa R. glvàulosa)
- Rosa micrantha (đồng nghĩa R. floribunda, R. numerosa, R. rubiginosa)
- Rosa minutifolia (Hesperrhodos)
- Rosa mollis
- Rosa moschata - Musk Rose
- Rosa moyesii (Rosa)
- Rosa moyesii var. rosea xem Rosa holodonta
- Rosa mulliganii (Synstylae)
- Rosa multibracteata (Rosa)
- Rosa multiflora - Multiflora Rose (Synstylae)
- Rosa nitida (Carolinae)
- Rosa numerosa xem R. micrantha
- Rosa nutkana - Nootka Rose, Nutka Rose
- Rosa obtusifolia
- Rosa × odorata var. gigantea xem Rosa gigantea
- Rosa omeiensis
- Rosa omissa xem Rosa sherardii
- Rosa oxyacantha
- Rosa palustris - Swamp Rose (Carolinae)
- Rosa pendulina (đồng nghĩa R. alpina) - Alpine Rose
- Rosa persica (đồng nghĩa Hulthemia persica, R. simplicifolia)
- Rosa phoenicia
- Rosa pimpinellifolia (đồng nghĩa R. spinosissima) - Burnet Rose, Scots Rose (Pimpinellifoliae)
- Rosa pinetorum
- Rosa pisocarpa
- Rosa polyantha var. grvàiflora xem Rosa gentiliana
- Rosa pomifera xem Rosa villosa
- Rosa primula - Incense Rose (Pimpinellifoliae)
- Rosa roxburghii - Chestnut Rose, Burr Rose (Platyrhodon)
- Rosa rubiginosa (đồng nghĩa R. eglanteria) - Sweetbriar, Eglantine (Caninae)
- Rosa rubrifolia xem Rosa glauca
- Rosa rugosa - Rugosa Rose, Japanese Rose (Rosa)
- Rosa salictorum
- Rosa sempervirens - Evergreen Rose (Synstylae)
- Rosa seraphinii xem Rosa sicula
- Rosa sericea - Winged Rose (Pimpinellifoliae)
- Rosa setigera - Prairie Rose (Synstylae)
- Rosa setipoda
- Rosa sherardii (đồng nghĩa R. omissa)
- Rosa sicula (đồng nghĩa R. seraphinii)
- Rosa simplicifolia xem Rosa persica
- Rosa sinica xem Rosa laevigata
- Rosa soulieana (Synstylae)
- Rosa spinosissima xem Rosa pimpinellifolia
- Rosa spithamea
- Rosa squarrosa
- Rosa stellata - Gooseberry Rose, Sacramento Rose (Hesperrhodos)
  - Rosa stellata var. mirifica (Hesperrhodos)
- Rosa suffulta xem Rosa arkansana
- Rosa sulphurea xem Rosa hemisphaerica
- Rosa sweginzowii
- Rosa tomentosa (đồng nghĩa R. cuspidata)
- Rosa villosa (đồng nghĩa R. pomifera) - Hồng Apple (Caninae)
- Rosa virginiana (đồng nghĩa R. lucida) - Hồng Virginia (Carolinae)
- Rosa webbiana
- Rosa wichuraiana (đồng nghĩa R. luciae) - Memorial Rose (Synstylae)
- Rosa willmottiae (Gymnocarpae)
- Rosa woodsii - Hồng núi
- Rosa xanthina - Hồng Manchu